# Under Stars
Under Stars er det fjerde album fra den skotske singer-songwriter Amy MacDonald. Det blev udgivet 17. februar 2017. Albummets førstesingle, "Dream On", blev udgivet den 6. januar 2017. Udgivelse blev udmeldt på Macdonalds officielle hjemmeside og Facebook fanside den 25. november 2016. Albumtitlen og tracklisten blev ligeledes offentliggjort samme dag.

## Spor
| #   | Titel               | Sangskriver(e)                        | Producer(e)                         | Længde |
| --- | ------------------- | ------------------------------------- | ----------------------------------- | ------ |
| 1.  | "Dream On"          | Amy Macdonald Ben Parker James Sims   | Andrew Britton Mikey Rowe Ash Howes | 3:19   |
| 2.  | "Under Stars"       | Macdonald Parker Sims                 | Cameron Blackwood Tim Bran Roy Kerr | 3:41   |
| 3.  | "Automatic"         | Macdonald Parker Sims                 | Blackwood Bran Kerr                 | 3:16   |
| 4.  | "Down By the Water" | Macdonald Parker Sims                 | Bran Kerr Parker Sims               | 3:27   |
| 5.  | "Leap of Faith"     | Macdonald                             | Blackwood Bran Kerr                 | 3:03   |
| 6.  | "Never Too Late"    | Macdonald Adam Falkner Shannon Harris | Blackwood Bran Kerr                 | 4:06   |
| 7.  | "The Rise & Fall"   | Macdonald Parker Sims                 | Britton Rowe                        | 3:13   |
| 8.  | "Feed My Fire"      | Macdonald Parker Sims                 | Blackwood Bran Kerr                 | 3:15   |
| 9.  | "The Contender"     | Macdonald Parker Sims                 | Blackwood                           | 4:28   |
| 10. | "Prepare to Fall"   | Macdonald                             | Blackwood                           | 3:31   |
| 11. | "From the Ashes"    | Macdonald Parker Sims                 | Bran Kerr                           | 3:36   |

## Hitlister
| Hitliste (2017)                       | Højeste placering |
| ------------------------------------- | ----------------- |
| Østrig (Ö3 Austria)                   | 4                 |
| Belgien (Ultratop Flanderen)          | 21                |
| Belgien (Ultratop Vallonien)          | 18                |
| Holland (Album Top 100)               | 18                |
| French Albums (SNEP)                  | 88                |
| Tyskland (Offizielle Top 100)         | 2                 |
| Irland (IRMA)                         | 75                |
| New Zealand Heatseekers Albums (RMNZ) | 10                |
| Polen (ZPAV)                          | 39                |
| Skotland (OCC)                        |                   |
| Spanish Albums (PROMUSICAE)           | 75                |
| Schweiz (Schweizer Hitparade)         | 1                 |
| Storbritannien (OCC)                  | 2                 |